# Prostitution im Mittelalter

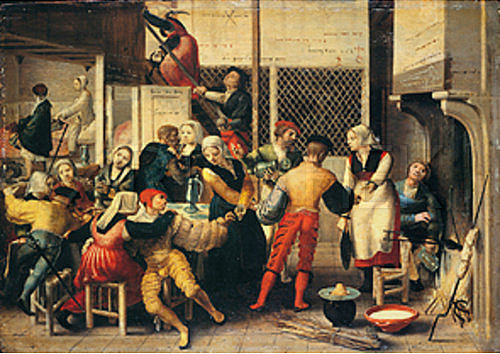
Bordellszene (Ölgemälde, Mitte 16. Jh.)

Mit der Prostitution im Mittelalter wird der käufliche Sex in Mitteleuropa in der Zeit zwischen der Antike und der Neuzeit bezeichnet (etwa 600 n. Chr. bis 1500). Die Prostitution hat die Entwicklung der Städte und der mittelalterlichen Staaten Schritt für Schritt begleitet.

## Bezeichnungen
Der Ausdruck Prostituierte taucht in den Quellen erst im Spätmittelalter auf. In den Quellen gebräuchliche Begriffe sind „meretrix“ (lateinischer Ausdruck für eine registrierte Prostituierte), „prostibilis“ („sich anbieten“) „gemaine weiber“ (allgemeine „Weiber“ – Prostituierte waren in der Regel verpflichtet, jeden Kunden „ohne Unterschied“ zu bedienen) oder „frie frowen“ (freie Frauen – Privatprostituierte, die nicht im Frauenhaus, sondern in inoffiziellen Privatbordellen arbeiteten, welche nicht zur Bedienung jedes Kunden verpflichtet waren).
Tatsächlich ist der Ausdruck Prostituierte für das Mittelalter fraglich, da er ein modernes Verständnis von der Prostitution spiegelt. Die Dirne (häufigste Übersetzung für Meretrix) war in erster Linie eine unverheiratete Frau, die Sex mit mehreren Männern hatte. Die Tatsache, dass sie dafür Geld nahm, galt den wenigsten Zeitgenossen als unmoralisch. Viel eher war Armut noch eine Art schuldmindernder Umstand für die moralische Beurteilung der Person (vgl. „meretrix, que multorum libidini patent“ aus dem Decretum Gratiani – grundlegender Text des kanonischen Rechts).

## Forschung
Während die Historiker des 19. Jahrhunderts in den städtischen Bordellen des Mittelalters die Zeichen einer generellen Sittenlosigkeit erkannten, wird die Diskussion um die Prostitution heute im Rahmen der sog. Randgruppenforschung betrieben, in der es darum geht, über den Umgang einer Gesellschaft mit devianten Verhaltensformen deren Verständigung über Normen erklären zu können. Der Begriff der Randgruppe ist allerdings umstritten, da es viele soziale Gruppen gibt, die einerseits stark benachteiligt sind, an anderer Stelle allerdings durchaus Elemente einer sozial integrierten Gruppe zeigen.
Die Prostituierten des Mittelalters und ihr Umfeld sind daher ein Forschungsschwerpunkt der Randgruppenforschung, da ihre gesellschaftliche Rolle äußerst ambivalent gewesen zu sein scheint. So waren sie zum Teil rechtlos und leibeigen, in künstliche Verschuldung getrieben und zur Zwangsarbeit verpflichtet, doch waren sie andererseits gern gesehene Gäste auf Festen und Umzügen und nahmen so an vielfältigen öffentlichen Veranstaltungen des mittelalterlichen Stadtlebens teil. Der Frauenwirt, der Pächter des öffentlichen Bordells und Vorstand der Prostituierten, hingegen war ein freier Mann, wenn auch in der Regel kein Bürger.
Der Frauenwirt (oft zugleich auch der Scharfrichter) war häufig vermögend, jedoch sozial stark benachteiligt und galt als ehrlos. Es gibt keine bekannte Quelle, die von der Anwesenheit eines Frauenwirtes auf einem Fest berichtet. Am Beispiel Dirne und Frauenwirt kann man beispielhaft erkennen, wie die sozialen Eigenschaften mancher Menschen ein allzu starres Schichtenmodell der Gesellschaft vertikal durchwandern.

## Frauenhaus

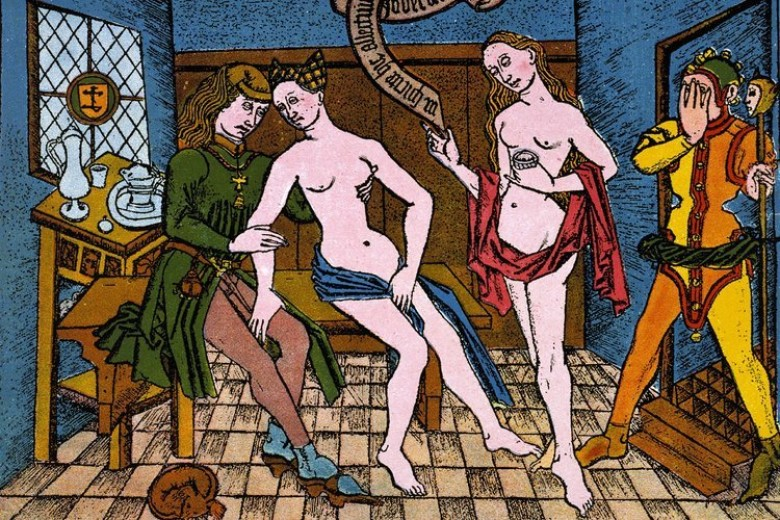
Bordell im 15. Jahrhundert (Meister mit den Bandrollen, um 1465)

Das Frauenhaus war eine spätmittelalterliche Sonderform des Bordells. Die Frauenhäuser waren entweder städtisches Eigentum und wurden von der Stadt einem Frauenwirt verpachtet, oder sie gehörten einem reichen Bürger, der das Gebäude der Stadt verpachtete. Der Rat der mittelalterlichen Stadt förderte also die Prostitution und institutionalisierte sie gleichsam. Die Rechte und Pflichten der Dirnen wurden in einer Frauenhausordnung geregelt. Diese Ordnungen sahen zum Beispiel vor, dass eine Prostituierte „frei“ (das heißt allgemein zugänglich) sein musste und eine gewisse Menge von Kunden pro Tag zu bedienen hatte. Aber auch Regelungen für den Krankheitsfall und die Ernährung der Prostituierten wurden in der Frauenhausordnung festgelegt.
Die ersten Bordelle im Europa des Mittelalters sind im 12. Jahrhundert urkundlich erwähnt. Früh- und hochmittelalterliche Web- und Spinnhäuser, die sogenannten Gynaeceen, galten der Forschung zeitweise als Vorläufer städtischer Bordelle, da die Prostituierten des Frauenhauses häufig vertraglich verpflichtet waren, eine bestimmte Menge Garn für den Frauenwirt zu spinnen. Eine direkte Entwicklungslinie zwischen den Gynaceen Karls des Großen zu den kommunalen Bordellen des 15. Jahrhunderts lässt sich allerdings nicht ziehen.
Die Gründe für die Einrichtung der kommunalen Bordelle sind zeitgenössischen Schriften zufolge sowohl in der Sozialstruktur als auch im Geschlechterverhältnis der spätmittelalterlichen Gesellschaft angelegt. Ein relativ hoher Prozentsatz der Männer war auf Grund der Regelungen des Eherechts nicht in der Lage, zu heiraten. Außerehelicher Verkehr von unverheirateten Männern mit unverheirateten (jungen) Frauen führte zur gesellschaftlichen Ächtung letzterer. Die Folge waren häufige Vergewaltigung und Gelegenheitsprostitution. Um dem entgegenzutreten, wurden Frauenhäuser eingerichtet, um die Prostitution, die im Sinne von Augustinus als „kleineres Übel“ galt, in die städtische Ordnung einzugliedern.
Im Stadtarchiv von Nördlingen finden sich heute noch die Gerichtsakten aus dem Jahr 1472 über die aus Eichstätt stammende Prostituierte Els von Eystett. Der Historiker Jamie Page wertete die Unterlagen für eine Arbeit an der Universität St Andrews aus. Das Nördlinger Frauenhaus wurde 1988 abgerissen.
In Frankreich und Italien kann die typische Bordellprostitution bis ins 12. Jahrhundert zurückverfolgt werden. So gab es in Städten wie Paris, Florenz oder Avignon zu jener Zeit schon mehrere Frauenhäuser, die sich innerhalb eines ausgewiesenen Stadtteils befanden. In Deutschland und England begann die Einrichtung von offiziellen Frauenhäusern dagegen erst im 13. und vor allem dann im 14. Jahrhundert. So weisen in Nürnberg erste Quellen 1381 auf die Ausübung von Prostitution in einem Viertel mit Frauenhäusern hin. In Venedig zählte man 1509 unter 300.000 Einwohnern 11.654 Prostituierte. Beim Konstanzer Konzil (1414–1418) sollen 1500 Dirnen in der Stadt gewesen sein, beim Basler Konzil (1431) 1800.

## Kennzeichnung und Stigma
Der mittelalterlichen Haltung zur Sexualität entsprechend galten Prostituierte grundsätzlich als sündhaft. Mittelalterliche Prostituierte wurden den Randständigen zugeordnet und lebten außerhalb der Gesellschaft. Sie waren vom Bürgerrecht ausgeschlossen und oft der Vergewaltigung durch Kunden, Frauenhändler, Zuhälter und Frauenwirte ausgesetzt, denn in der Rechtspraxis wurde die Vergewaltigung einer Frau aus der gleichen sozialen Schicht milder bestraft als die Vergewaltigung einer Frau aus einer höheren sozialen Schicht.
Prostitution wurde jedoch unter Berufung auf Augustinus gestattet, um Schlimmeres zu verhindern. So mussten Prostituierte eine erkennbare Kleidung oder ein Zeichen tragen. Es gab den Aberglauben, dass sie den „bösen Blick“ besaßen, Unglück brachten und bestimmte Lebensmittel nicht berühren durften. So mussten in Pavia neben Kriminellen und Ketzern auch Prostituierte die Stadt verlassen, wenn der neugewählte Herrschaftsträger auf die städtische Verfassung vereidigt wurde. Nach dem Meraner Stadtrecht durften um 1400 Prostituierte keine öffentlichen Tanzveranstaltungen besuchen, an denen „ehrbare“ Frauen teilnahmen.
Trotzdem genossen Prostituierte in gewissen Bereichen des alltäglichen Lebens der mittelalterlichen Gesellschaft durchaus auch Wertschätzung. In Wien war es üblich, dass Prostituierte an offiziellen Empfängen hoher Gäste teilnahmen, und bei Hochzeiten tanzten oft Prostituierte vor und überbrachten ihre Glückwünsche. Bei Kinderlosigkeit sollte die Begegnung mit einer Prostituierten Fruchtbarkeit bringen, und in Italien sollte ein schweres Leiden heilbar sein, wenn man heimlich drei Steine aus dem Hauseingang einer Prostituierten ausgrub und sie auf die Brust des Kranken legte. Im Leipziger Fastnachtsbrauch, bei dem es darum ging, den Tod auszutreiben, vertraten die Prostituierten das Motiv des Glücks und der Lebensfreude.
Die Kleiderordnungen unterschieden sich durch die Zeit des Mittelalters und von Stadt zu Stadt. So mussten Prostituierte in Wien ein gelbes Tüchlein an der Achsel tragen, in Augsburg einen Schleier mit einem zwei Finger dicken grünen Strich in der Mitte, in Frankfurt am Main eine gelbe Verbrämung (Saum) und in Zürich und Bern verdeutlichte ein rotes Käppeli ihre niedrige Standeszugehörigkeit. Ebenso wurde ihnen das Tragen bestimmter Schuhe, Bänder oder Schleier vorgeschrieben bzw. auch verboten. In der Regel waren die farblichen Kennzeichnungen in den sogenannten Schandfarben gehalten: Rot, Gelb oder Grün. Da sich „ordentliche“ (bzw. „anständige und ehrbare“) Frauen im Mittelalter nicht „herausputzen“ durften oder sollten, wurden Prostituierte auch als Hübschlerinnen bezeichnet.